# Wilhelm Pieck
 Wilhelm Pieck, né le 3 janvier 1876 à Guben et mort le 7 septembre 1960 à Berlin-Est, est un homme d'État allemand.
Membre du Parti social-démocrate d'Allemagne (SPD) en 1895, il participe à la fondation du Parti communiste d'Allemagne (KPD) en 1919, en devient une des personnalités marquantes, puis le dirige à partir de 1934.
De 1931 à 1943, il est un des membres dirigeants de l'Internationale communiste. 
Après la fin de la guerre, il contribue avec Otto Grotewohl à l'union du Parti communiste et du Parti social-démocrate, formant le Parti socialiste unifié (SED), qu'ils dirigent conjointement jusqu'en 1950.
En 1949, il devient le président de la République démocratique allemande (RDA) et le reste jusqu'à sa mort. Il est le seul à avoir porté le titre de président de la République est-allemande.

## Biographie

### Famille
Fils d'un cocher, Wilhelm Pieck est né le 3 janvier 1876 à Guben en Basse-Lusace. Il apprend le métier de menuisier qu'il exerce à partir de 1894 et s'installe à Brème jusqu'en 1906. En 1898, il épouse Christine Hafker (1876-1936) ; de cette union sont issues Elly Winter, secrétaire et assistante de Wilhelm Pieck, et la diplomate Eleonore Staimer.

### Carrière politique

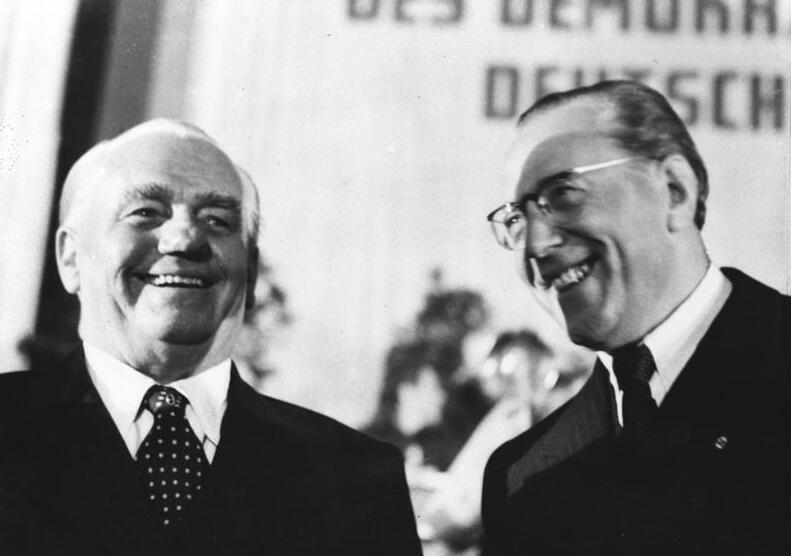
Wilhelm Pieck et Otto Grotewohl, 1949.

Il adhère au Parti social-démocrate d'Allemagne (SPD) en 1895 et devient permanent du parti jusqu'en 1910. D'octobre 1907 à mars 1908, il est délégué à l'école centrale et suit les cours de Franz Mehring et Rosa Luxemburg. Il est condamné par la cour martiale pour acte de propagande antiguerre durant l'année 1917 et s'enfuit à Amsterdam.
De retour à Berlin, il participe à la création du Parti communiste d'Allemagne (KPD) en 1918 après avoir adhéré à la Ligue spartakiste et pris part au soulèvement du 9 novembre. Au sein du parti, il est responsable à l'organisation de 1920 à 1924 et se prononce pour une politique d'unité d'action au lendemain du putsch de Kapp.
Il est élu Landtag de Prusse de 1921 à 1928, puis au Reichstag en 1928. Il est également secrétaire politique du parti dans la région Berlin-Brandebourg de 1926 à 1929. Il entre au Bureau politique en juin 1929. L’année suivante, le VIe congrès de l’Internationale communiste (IC) l’élit à son Comité exécutif où il représente le KPD de 1930 à 1932.
De 1931 à 1943, il est membre du présidium et du secrétariat politique du Comité exécutif de l'IC. Il est favorable au rassemblement des forces antifascistes et participe avec John Schehr et Ernst Thälmann à la discussion avec vingt responsables sociaux-démocrates le (8 juillet 1932). Cette même année, il succède à Leo Flieg (de) au secrétariat du Bureau politique.

### Exil en France
Quand Thälmann est arrêté le 3 mars 1933, Pieck assure l’intérim à la direction du KPD. En mai 1933, il émigre en France sur décision du comité central et constitue avec Franz Dahlem et Wilhelm Florin (de) la direction du KPD à l’étranger (Auslandsleitung). Au VIIe congrès, il présente le rapport du Comité exécutif de l’Internationale. À cette occasion, il critique la politique du KPD dans les années 1932-1933 et se prononce pour la tactique du Front populaire qu’il contribue à faire adopter dans les instances dirigeantes du KPD lors de la conférence de Bruxelles en 1935. Il est élu à la présidence du parti.
Revenu à Paris en 1939, Pieck expose dans le rapport du Bureau politique le programme de la future république démocratique qui serait instaurée en Allemagne après l’effondrement du nazisme. Dans le cadre de la stratégie d’union du KPD avec toutes les forces antifascistes, il rencontre Heinrich Mann, tandis que Franz Dahlem remplace Walter Ulbricht, qui s'était montré sectaire vis-à-vis de Heinrich Mann.

### À Moscou

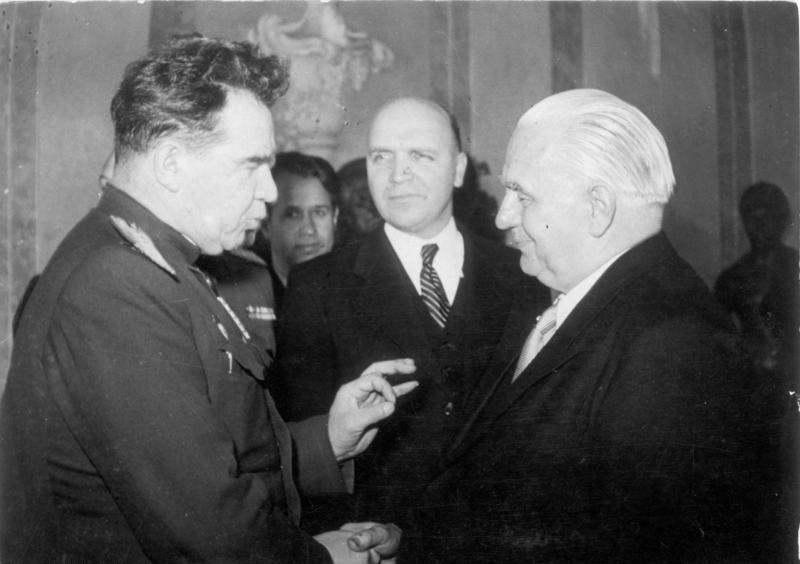
Wilhelm Pieck et Vassili Tchouïkov, 1951.

Réfugié à Moscou, Pieck adopte et propage, après la signature du Pacte germano-soviétique et le déclenchement de la Seconde Guerre mondiale, l'interprétation de l'Internationale communiste qui voit dans le conflit une guerre inter-impérialiste, sans pour autant cesser de dénoncer le fascisme hitlérien. Il cofonde le Nationalkomitee Freies Deutschland (« Comité national pour une Allemagne libre » ou NKFD) et participe à l’élaboration des programmes qui fixent la tactique du KPD pour l’immédiat après-guerre.
Pendant la répression stalinienne, ses interventions auprès de la police soviétique permettent de libérer quelques-uns des communistes allemands persécutés.

### Retour en Allemagne
De retour en Allemagne le 1er juillet 1945, Pieck prend part à la constitution du Bloc des partis antifascistes-démocratiques. Le 2 septembre, il présente les conditions de mise en application de la réforme agraire. Il participe activement à la conférence des 20-21 décembre 1945 au cours de laquelle des responsables du KPD et du SPD préparent la fusion des deux partis qui a lieu au congrès d’unification en 1946.
En 1946-1947, il participe avec Otto Grotewohl à des meetings dans les zones occidentales d’occupation pour appeler à l’unité du mouvement ouvrier. En zone soviétique, il s'efforce de développer « l'amitié avec l'Union soviétique ».

### Fondation du SED

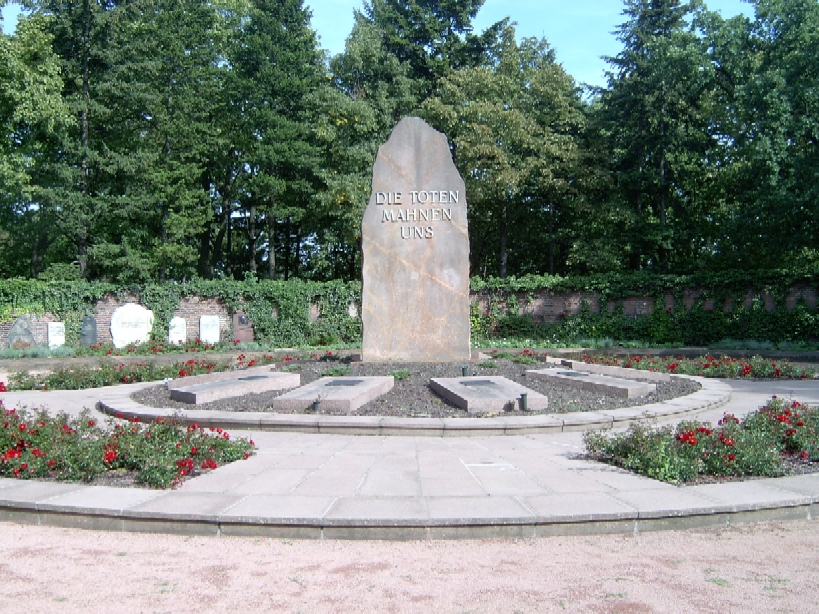
Le Mémorial des socialistes au cimetière de Berlin-Friedrichsfelde.

En 1946, après la création du Parti socialiste unifié d'Allemagne (SED), il est élu président du parti, fonction qu'il partage avec Otto Grotewohl. Il exerce cette fonction jusqu'au 7 octobre 1949, date de la création de la République démocratique allemande, dont il devient président (élection entre le 11 et 12 octobre). La place de premier secrétaire est alors occupée par Walter Ulbricht le 24 juillet 1950.

### Président de la RDA
Wilhelm Pieck est président de la RDA jusqu'à sa mort survenue le 7 septembre 1960, après avoir été réélu en 1953 et 1957. Après son décès, le titre de président de la RDA est supprimé, pour être remplacé par celui de président du Conseil d’État, assumé à partir de 1960 par Walter Ulbricht.
Durant son mandat de président, Pieck demeure dans la résidence officielle de Schönhausen, ancien palais d'été de la reine Élisabeth de Prusse.
Il est inhumé au cimetière de Berlin-Friedrichsfelde dans l'espace du Mémorial des Socialistes.

## Dans la fiction
- 1955 : Ernst Thälmann – Führer seiner Klasse, film de Kurt Maetzig, joué par Hans Wehrl (de).